# Каррата – Порт-Гедленд – Телфер
Каррата — Порт-Гедленд — Телфер — газопровід на північному заході Австралії.
Трубопровід подає блакитне паливо до Порт-Гедленду (відомий передусім своїм залізорудним терміналом) та кількох розташованих далі на схід рудників. Він складається з кількох споруджених у різний час елементів, а саме:
- ділянки Burrup Extension Pipeline довжиною 24 кілометри та діаметром 600 мм, що стала до ладу в 1998-му та прямує від газопереробного заводу Каррата параллельно початковій ділянці системи Дампір – Банбері;
- газопроводу Pilbara Energy Pipeline довжиною 215 кілометрів та діаметром 450 мм, який ввели в дію у 1995 році з подачею ресурсу на ТЕС Порт-Гедленд. Оскільки до спорудження Burrup Extension Pipeline ще залишалось кілька років, Pilbara Energy Pipeline первісно отримував живлення від системи Дампір — Банбері. За кілька років в Порт-Гедленді в районі Бударі (Boodarie) став до ладу завод прямого відновлення заліза, до якого проклали продовження газопроводу довжиною 6 кілометрів з тим саме діаметром 450 мм (хоча вже за кілька років цей закрився, проте трубопровід продовжив постачати блакитне паливо для його колишньої електростанції, що стала північним майданчиком згаданої вище ТЕС Порт-Гедленд);
- газопроводу Telfer Gas Pipeline довжиною 443 кілометри та діаметром 250 мм, що був завершений в 2004 році з метою постачання належної до золотого рудника Телфер ТЕС Телфер. Він бере початок в районі Бударі, де спорудили компресорну станцію.
Окрім зазначених вище великих споживачів, ресурс також отримують відкрита в 2010-му ТЕС Каррата (від ділянки Каррата — Порт-Гедленд), ТЕС Соуз-Гедленд (почала роботу в 2017-му біля ТЕС Порт-Гедленд) та мідний рудник Ніфті (від Telfer Gas Pipeline через відгалуження довжиною 45 кілометрів з діаметром 150 мм).
Перші дві ділянки від ГПЗ Каррата до Порт-Гедленду разом з відгалуженням до ТЕС Каррата відомі як Pilbara Pipeline System (PPS). Їх пропускна здатність визначена як 4,4 млн м3 на добу, тоді як на відтинку Telfer Gas Pipeline цей показник становить лише 0,77 млн м3.